# Setodes tejasvin
Setodes tejasvin är en nattsländeart som beskrevs av Schmid 1987. Setodes tejasvin ingår i släktet Setodes och familjen långhornssländor. Inga underarter finns listade i Catalogue of Life.